# Кисловские
Кисловские — русский дворянский род. Этот род традиционно (но безосновательно) считался ветвью рода Всеволожей, потомков князей Смоленских.

## Происхождение и история рода
Один из сыновей Ивана Александровича Всеволожа, Юрий, имел прозвище Кислеевский. Его и указали Кисловские в качестве своего родоначальника. В поданной представителями рода родословной была сочинена легенда, что Юрий Иванович Кислеевский выехал (1417) в Тверь «неустроения ради по грехом нашим», и получил от великого князя Ивана Михайловича Тверского звание конюшего и наместника. Но эта родословная легенда противоречит известиям, по которым отец Юрия в это время уже служил в Москве. В «Бархатной книге» указано всего 3 поколения рода. При этом Волк Семёнович, к которому Кисловские пытались приписать своё родословное древо, носил прозвание не Кислеевский, а Заболоцкий. На основании этого историк С. Б. Веселовский сделал вывод, что претензии Кисловских на происхождение от Всеволожей, несостоятельны.
Кисловский Богдан по прозванию Монах, впоследствии схимник Боголеп — единственный сын, родители его жили в сельце Башвин. По преданию, был украден в детских летах монахами проезжавшими в Белозерские края. Родители отыскали его, когда он готовился к постригу, насильно увезли из монастыря и принудили жениться. В старости принял схиму в Благовещенском Шеренском монастыре. Завещал своему потомству непременно в старости постригаться в монахи. Оба его сына, четыре внука, жена одного из внуков, один правнук и одна внучка, а всего 9 человек последовали его завещанию.
Кисловские его служили в Кашине. Матвей Иванович (1704) был стольником и в 1695 межевал вотчинные и поместные земли. Из его сыновей Григорий Матвеевич (1756) был при Анне Иоанновне генерал-провиантмейстером, а при Елизавете президентом камер-коллегии и начальником межевой канцелярии; в его доме воспитывался его родственник Григорий Александрович Потёмкин, впоследствии князь Таврический. Павел Александрович Кисловский (1817—1875) — был известным агрономом.
Род Кисловских был внесен в VI часть родословной книги Тверской губернии.
Существовали также ещё два русских рода Кисловских, происходящих из сибирских дворян, и один польский род этого имени, герба Радван, восходящий к концу XVII веку, который был внесён в VI часть родословной книги Гродненской губернии Российской империи.

## Известные представители
- Кисловский Лука Александрович (1819—1881), тверской земский деятель, мировой судья Весьегонского уезда Тверской губернии, Почётный гражданин города Красный Холм Тверской губернии.
- Кисловский Никифор Борисович — кашинский помещик (1629), впоследствии схимник Никанор.
- Кисловский Иван Борисович — схимник Иона, игумен Благовещенского Шеренского монастыря.
- Кисловский Иван Никанорович — схимник Иона (ум. 1680), жена Неплюева Агафья Ильинична. впоследствии старица Сретенского монастыря Анна.
- Кисловский Матвей Никифорович — схимник Макарий (ум. 1664).
- Кисловский Юрий Никифорович — схимник Герман (ум. 1691).
- Кисловский Максим Иванович — схимник Макарий, игумен Благовещенского Шеренского монастыря.
- Кисловский Фёдор Иванович — стольник (ум. 1691).
- Кисловский Матвей Иванович — стольник (1704).
- Кисловская Василиса Ивановна — впоследствии Сретенского монастыря инокиня Вера.
- Кисловский Терентий Юрьевич — стряпчий (1692), стольник (1693), впоследствии схимник Тарасий.
- Кисловский Иван Фёдорович — стольник (1692).
- Кисловский Никита Юрьевич — стольник, воевода в Кашине (1710—1712).
- Кисловский Григорий Матвеевич (1692—1756) — сенатор, камер коллегии президент (1741), кавалер ордена Белого орла, готовился к пострижению, но умер не успев исполнить своего намерения[2][3].